# راگنار فریش
راگنار آنتون کیتیل فریش(به انگلیسی: Ragnar Anton Kittil Frisch)
(۳ مارس ۱۸۹۵ – ۳۱ ژانویه ۱۹۷۳) اقتصاددان نروژی بود که در سال ۱۹۶۹ به همراه یان تینبرگن اقتصاددان هلندی موفق به دریافت جایزه نوبل در اقتصاد شد.
راگنار فریش و یان تینبرگن نخستین برندگان این جایزه بودند. اقتصاد کلان و خرد اولین بار توسط فریش ابداع شد.
فریش یکی از بنیانگذاران انجمن اقتصاد سنجی در سال ۱۹۳۰ نو مجله Econometrica را برای ۲۱ سال اول آن ویرایش کرد.
راگنار فریش نام مدال فریش را که هر ساله توسط انجمن اقتصادسنجی برای بهترین مقاله در اقتصادسنجی منتشر شده در پنج سال گذشته و همچنین مرکز تحلیل اقتصادی کاربردی فریش در دانشگاه اسلو اعطا می شود، داده است. سالن بزرگ در مؤسسه اقتصاد، دانشگاه اسلو نیز نام او را دارد.